# SNCASO SO.1110 Ariel
Le SNCASO SO.1110 Ariel est un hélicoptère léger biplace expérimental construit par la Société nationale des constructions aéronautiques du sud-ouest devenu plus tard Sud Aviation. Les rotors étaient thermopropulsés.

## Histoire opérationnelle
L'Ariel n'a pas connu la production de série, mais l'expérience acquise sur cet appareil a été utilisée pour le développement du SNCASO SO.1221 Djinn.

## Versions
S.O.1100 Ariel I
Version biplace expérimentale, à la fois hélicoptère et autogire, propulsée avec un moteur à pistons avec compresseur Mathis.
S.O.1110 Ariel II
Version améliorée avec des surfaces de queue revues.
S.O.1120 Ariel III
Version triplace avec une turbine et un compresseur.